# Ориньи-ан-Тьераш
Ориньи́-ан-Тьера́ш (фр. Origny-en-Thiérache) — коммуна во Франции, находится в регионе Пикардия. Департамент коммуны — Эна. Входит в состав кантона Ирсон. Округ коммуны — Вервен.
Код INSEE коммуны — 02574.

## Население
Население коммуны на 2010 год составляло 1548 человек.
| 1962 | 1968 | 1975 | 1982 | 1990 | 1999 | 2010 |
| ---- | ---- | ---- | ---- | ---- | ---- | ---- |
| 1892 | 1861 | 1717 | 1695 | 1557 | 1444 | 1548 |

## Экономика
В 2010 году среди 899 человек трудоспособного возраста (15—64 лет) 615 были экономически активными, 284 — неактивными (показатель активности — 68,4 %, в 1999 году было 66,9 %). Из 615 активных жителей работали 529 человек (298 мужчин и 231 женщина), безработных было 86 (42 мужчины и 44 женщины). Среди 284 неактивных 60 человек были учениками или студентами, 111 — пенсионерами, 113 были неактивными по другим причинам.